# Teyuwasu barbarenai
Il teyuwasu (Teyuwasu barbarenai) è un probabile dinosauro carnivoro, forse appartenente ai teropodi. Visse nel Triassico superiore (Norico, circa 220 milioni di anni fa) e i suoi resti fossili sono stati ritrovati in Brasile.

## Classificazione
Tutto quello che si conosce di questo animale sono un femore destro e una tibia, originariamente attribuiti a un arcosauro appartenente agli aetosauri. Solo successivamente, nel 1999, vennero descritti come Teyuwasu barbarenai da Kischlat e attribuiti a un qualche tipo di dinosauro carnivoro. Le ossa della zampa mostrano qualche rassomiglianza con quelle degli antenati dei dinosauri (come Marasuchus) ma anche con quelle dei dinosauri più primitivi (Herrerasaurus). Non è chiaro se Teyuwasu fosse un dinosauro arcaico o un parente più primitivo; potrebbe essere anche un rappresentante dei celofisoidi, un gruppo di dinosauri predatori più evoluti, dalle forme snelle.